# Bobby Sherwood
Robert J. „Bobby“ Sherwood (* 30. Mai 1914 in Indianapolis, Indiana; † 23. Januar 1980 in Auburn, Massachusetts) war ein US-amerikanischer Jazzmusiker (Banjo, Gitarre, Trompete und Posaune), Arrangeur und Bigband-Leader im Bereich des Swing und der Populären Musik sowie Schauspieler und Hörfunkmoderator.

## Leben und Wirken
Sherwood trat bereits als Kind in der Vaudeville-Gruppe seiner Eltern auf.  1933 kam er an die Westküste der USA und wurde Nachfolger des Gitarristen Eddie Lang in Bing Crosbys Band, deren Mitglied er bis 1942 war. Als Arrangeur war er u. a. für Tommy Dorsey, Larry Clinton, Artie Shaw, Charlie Barnet und Benny Goodman tätig.

Er arbeitete in dieser Zeit auch als Studiomusiker in der Musikabteilung von MGM, leitete die Begleitband für Eddie Cantors Radioshow; er spielte 1940 kurz mit Artie Shaw und leitete bei einigen von Judy Garlands frühen Aufnahmen beim Label Decca deren Band. In dieser Zeit war Sherwood mit Judy Garlands Schwester Dorothy verheiratet.
1942 gründete Sherwood in Los Angeles eine eigene Band,  die vorwiegend im Raum Los Angeles auftrat und für die er einen Vertrag beim gerade gegründeten Label Capitol Records erhielt.  
Schon bei der ersten Aufnahmesession wurde Sherwoods Komposition „Elk's Parade“ eingespielt, die ein großer Verkaufserfolg und Erkennungsmelodie der Band wurde.  Der große Erfolg des Titels führte dann zu einer landesweiten Tournee, es entstanden aber bedingt durch den Schallplattenstreik vorläufig keine weiteren Aufnahmen.  Bandsängerin war zu dieser Zeit Kitty Kallen („Moonlight Becomes You“), die jedoch bald darauf das Orchester verließ und eine Solokarriere startete. 1946 trat es im neu eröffneten Avadon Baalroom auf; Sherwood selbst wechselte meist zwischen Trompete und Gitarre, gelegentlich spielte er auch Posaune.  Wichtige Musiker dieser Phase waren Dave Pell und Flip Phillips.
Im Oktober 1946 trat Bobby Sherwood kurz in einer Broadway-Show, Hear That Trumpet als Schauspieler auf; 1947 kehrte er nach Los Angeles zurück und hatte mit seiner Band ein längeres Engagement im Casion Gardens. Es folgten noch drei Aufnahmesessions, obwohl Sherwood die eigentliche Live-Band schon 1949 auflöste und nun vorwiegend als Theaterschauspieler und Hörfunkmoderator tätig war; 1950 entstanden für Mercury zwei 78er Schallplatten unter der Bandbezeichnung Bobby Sherwood & His Orchestra; es spielte jedoch eine reine Studioformation aus Kai Winding, Hymie Schertzer und Babe Russin.  1954 nahm er für Coral zwei Singles (78er/45er) als Bobby Sherwood - The One Man Band auf; dabei spielte er alle Instrumente der vier Titel. In dieser Zeit entstand auch noch eine LP für Jubilee Records. 1957 kehrte er kurz mit einer Showband ins Musikgeschäft zurück und trat in den Spielcasinos von Nevada auf.  
Zwischen 1938 und 1957 trat er auch als Schauspieler in mehreren TV-Serien und Filmen auf, zuletzt 1957 in Pal Joey neben Rita Hayworth, Frank Sinatra und Kim Novak. Danach arbeitete er vor allem beim Rundfunk.

## Diskographische Hinweise
In den 1990er und 2000er Jahren wurden seine Einspielungen in mehreren Alben (u. a. Issued Recordings 1942–1947, 1999; Sherwood's Forest, 2000; Suddenly It's Swing, 2004; Suddenly It's Swing, 2005) neu aufgelegt.